# The Suffers
The Suffers is een Amerikaanse soul-, funk-, en r&b-band uit Houston, Texas.  

## Biografie
The Suffers werd opgericht in 2011 door Adam Castaneda en Pat Kelly, die eerder in andere bands hadden gespeeld. De naam is afgeleid van de gedupeerde artiesten uit de Jamaicaanse film The Rockers. Aanvankelijk was het plan om een reggae coverband te vormen, maar na verloop van tijd sloten zich meer muzikanten aan die nieuwe invloeden met zich meebrachten, zoals blues, soul, country, Caribische muziek, cajun en hiphop. Hierdoor ontwikkelde de band een eigen geluid dat wordt omschreven als "Gulf Coast Soul". Na het vertrek van Castaneda en Kelly bestaat de band uit leadzangeres Kam Franklin, bassiste Juliet Terrill, gitarist Kevin Bernier, trompettist Jon Durbin, trombonist Michael Razo, percussionist Jose Luna en drummer Nick Zamora.
The Suffers bracht in 2013 en 2014 twee EP's uit: Slow it Down/Step Aside en Make Some Room. Tijdens tours aan de west- en oostkust, waaronder het South by Southwest-festival, verscheen de band op 30 maart 2015 in de talkshow van David Letterman om hun single Gwan te promoten.
In 2016 bracht The Suffers hun langverwachte debuutalbum uit, waar reikhalzend naar werd uitgekeken volgens een vooraf gepubliceerde top tien in het tijdschrift Billboard. .
In 2018 werd het vervolgalbum Everything Here uitgebracht, en in het najaar toerde de band met Thievery Corporation als vervanging voor Julian Marley.
Het derde album, It Starts With Love, werd uitgebracht in 2022. 

## Discografie
- The Suffers (2016)
- Everything Here (2018)
- It Starts With Love (2022)

- International Standard Name Identifier: 0000 0004 7044 6067
- MusicBrainz: bbfd82bf-6f5f-43cf-ad53-82f13cbc1322